# 细尾缺齿鼩
细尾缺齿鼩（学名：Chodsigoa sodalis）也称阿里山长尾鼩，一种分布于东亚台湾岛中部地区的小型哺乳动物，隶属于鼩鼱科缺齿鼩属。本种曾认为是台湾长尾鼩（Episoriculus fumidus）的同物异名，1997年，学者基于基于形态学研究的结果认为本种为有效种。2006年，学者通过对Cyt b的分子系统学研究也支持本种为独立种。

## 形态特征
云南缺齿鼩身体背部深灰色，腹部毛色稍浅。尾巴为棕色。尾长基本等于头体长。